# Baktaravalli, Channarayapatna
Baktaravalli là một làng thuộc tehsil Channarayapatna, huyện Hassan, bang Karnataka, Ấn Độ.